# Textus receptus
Textus receptus er den gængse betegnelse
for tekstformen i den udgave af det græske Ny
Testamente, som et bogtrykkerfirma i Leiden,
brødrene Elzevier, 1633 foranstaltede og i
reklameøjemed betegnede som den "af alle antagne" (textum ergo habes, nunc ab omnibus receptum,
'derfor har du nu den tekst, som alle har modtaget eller anerkendt').
Skønt den i ingen henseende var
noget fuldkomment værk, opnåede den
virkelig almindelig godkendelse, indtil det tekstkritiske
arbejde med Det Nye Testamente for alvor
satte ind i sidste halvdel af 18. århundrede med blandt andre oplysningsteologen Johann Salomo Semler (1725-91). For de oversættelser, som bibelselskaberne udbreder, har denne tekstform lige indtil den nyeste
tid sædvanligvis været grundlaget; her i
Danmark var det tilfældet indtil den reviderede
oversættelse af 1907.
Se også
- J.N. Madvig og Karl Lachmann, to filologer med betydning for revurdering af tekstgrundlag og udgivelsesmetode